# Hyphodontia fimbriiformis
Hyphodontia fimbriiformis är en svampart som först beskrevs av Berk. & M.A. Curtis, och fick sitt nu gällande namn av Ginns & M.N.L. Lefebvre 1993. Hyphodontia fimbriiformis ingår i släktet Hyphodontia och familjen Schizoporaceae.   Inga underarter finns listade i Catalogue of Life.